# Монтажник радиоэлектронной аппаратуры и приборов
Монта́жник радиоэлектро́нной аппарату́ры и прибо́ров — категория основных рабочих, профессиональными задачами которых являются:
- монтаж блоков радиоэлектронной аппаратуры;
- монтаж плат по схемам и чертежам;
- распайка печатных плат.

Рабочих данной профессии готовят, в основном, учреждения начального профессионального образования.

## Примеры работ
- монтаж по принципиальным схемам;
- подготовка и установка микросхем и диодных матриц;
- монтаж с пайкой микроблоков;
- полный монтаж;
- монтаж на конвейере;
- промывка, лакирование и герметизация разъёмов, блоков и плат;
- герметизация разъёмов кабелей;
- межпанельный монтаж радиоэлектронной аппаратуры и приборов;
- пооперационный монтаж;
- сборка, пайка и лужение пазов микроплат;
- пайка резисторов и конденсатороа;
- соединение приборов по схеме;
- устранение дефектов монтажа со сменой электрорадиоэлементов (ЭРЭ);
- распайка выводных концов катушек;
- пропитка катушек (трансформаторов);
- очистка плат от флюсов, загрязнений и т. п.[1]

Монтажники радиоэлектронной аппаратуры и приборов сегодня широко применяют свой труд при комплектации компьютерной техники (в сфере микропроцессорного производства и монтажа)

## Необходимые знания
Приёмы и способы выполнения необходимых монтажных операций, принцип действия монтируемой аппаратуры, основы радио- и электротехники, свойства различных материалов, технологию пайки.
Обучение ведется на базе новых ФГОС 3-го поколения и рабочих программ по общеобразовательным и специальным дисциплинам.

## Необходимые умения
Чтение чертежей и принципиальных электрических схем, пользование монтажными инструментами и оборудованием (в том числе и измерительными приборами), охрана труда, техника безопасности, анализ блоков и узлов, проверка плат на наличие ошибок, а также хорошее зрение и усидчивость.

## Условия труда
Работает сидя, в спецодежде (халат белого цвета), на специально оборудованном рабочем месте с вытяжной вентиляцией и полным набором монтажного инструмента и техники (часто — на конвейере).
Необходимые условия труда создаются руководителями заводов и иных предприятий, базирующихся на работе монтажников радиоэлектронной аппаратуры и приборов.

## Медицинские ограничения
Заболевания дыхательных органов, нарушения в работе опорно-двигательного аппарата, аллергические заболевания, нарушения зрения.

## Востребованность
Несмотря на автоматизацию производства профессия остаётся востребованной, особенно для малых и средних предприятий, где обычно нет глобальной автоматизации и главную работу продолжают выполнять люди.